# 中山路街道 (鹤壁市)
中山路街道，是中华人民共和国河南省鹤壁市鹤山区下辖的一个乡镇级行政单位。

## 行政区划
中山路街道下辖以下地区：
迎春社区、马家岭中社区、工程处社区、建安社区、向阳社区和马南社区。